# NGC 1169
NGC 1169 ist eine Balken-Spiralgalaxie vom Hubble-Typ SBb im Sternbild Perseus am Nordsternhimmel. Sie ist schätzungsweise 112 Millionen Lichtjahre von der Milchstraße entfernt und hat einen Durchmesser von etwa 130.000 Lichtjahren.
Das Objekt wurde am 11. Dezember 1786 von dem Astronomen Wilhelm Herschel mithilfe seines 18,7 Zoll-Spiegelteleskops entdeckt.